# Асван
Асван (фр. Assevent) насеље је и општина у североисточној Француској у региону Север-Па де Кале, у департману Север која припада префектури Авне сир Елп.
По подацима из 2011. године у општини је живело 1.798 становника, а густина насељености је износила 961,5 становника/km². Општина се простире на површини од 1,87 km². Налази се на средњој надморској висини од 135 метара (максималној 151 m, а минималној 122 m).

## Демографија
| 1962. | 1968. | 1975. | 1982. | 1990. | 1999. | 2011. |
| ----- | ----- | ----- | ----- | ----- | ----- | ----- |
| 708   | 924   | 1.360 | 1.599 | 1.940 | 1.875 | 1.798 |

График промене броја становника у току последњих година